# Die Zeitmaschine (1978)
Die Zeitmaschine ist ein US-amerikanischer  Science-Fiction-Abenteuerfilm aus dem Jahr 1978, der von Sunn Classic Pictures im Rahmen ihrer Classics Illustrated-Reihe für das Fernsehen produziert wurde. Obwohl die Handlung in den späten 1970er Jahren aktualisiert wurde, sollte der Film mit John Beck und Priscilla Barnes in den Hauptrollen eine getreuere Nachbildung des ursprünglichen Romans von H. G. Wells aus dem Jahr 1895 sein – im Gegensatz zum Film Die Zeitmaschine von 1960, der einige Freiheiten für sich in Anspruch nahm. Der Film wurde erstmals am 5. November 1978 während der Nielsen-TV-Befragungswellen auf NBC ausgestrahlt.

## Handlung
Der Film ist eine moderne Fassung von Well’s Roman und macht den Zeitreisenden zu einem Wissenschaftler der 1970er Jahre, der für ein fiktives US-Rüstungsunternehmen, die „Mega Corporation“, arbeitet. Dr. Neil Perry (John Beck), der Zeitreisende, wird von seinem leitenden Mitarbeiter Ralph Branly (Whit Bissell und Alumnus der Film-Adaption von 1960) als einer der zuverlässigsten Mitarbeiter von Mega beschrieben. Perrys Können zeigt sich in seiner schnellen Neuprogrammierung eines vom Kurs abgekommenen Satelliten, die eine Katastrophe abwendet und Los Angeles hätte zerstören können. Dank seines guten Rufs hatte er einen Zuschuss von 20 Millionen Dollar für sein Zeitmaschinenprojekt erhalten. Einen Monat nach Fertigstellung möchte das Unternehmen, dass Perry sein Projekt zurückstellt, damit er mit der Arbeit an einem neuen Waffenprojekt, der „Antimaterie-Bombe“, beginnen kann. Die unerwartet frühe Fertigstellung des Leistungsmoduls, das Perry zur Fertigstellung der Zeitmaschine benötigte, ermöglicht es ihm, seine Kreation an dem Wochenende vorher zu testen, bevor er mit der Arbeit an der Anti-Materie-Bombe beginnen sollte.
Perry reiste im Laufe dieses Wochenendes zweimal in der Zeit und berichtet an Haverson, Branley und an Worthington, den Vorstandsvorsitzenden der Mega Corporation. Während Neil die Geschichte seiner Reisen erzählt, werden Zeitrafferbilder eines Gebäudeneubaus in umgekehrter Reihenfolge gezeigt, die beweisen, dass er in der Zeit gereist ist. Im Gegensatz zum Roman bleiben die Zeitmaschine und ihr Fahrer bei ihren Reisen durch die Zeit nicht stationär, da die Maschine die Möglichkeit besitzt, zu verschiedenen Orten reisen zu können. Perry besucht zuerst den Ort Salem in Massachusetts im Jahr 1692, wo er in einen Hexenprozess verwickelt und der Hexerei für schuldig befunden wird und schließlich dazu verurteilt wird, mit seiner Zeitmaschine auf dem Scheiterhaufen verbrannt zu werden. Auf dem Sitz seiner Maschine gefesselt, kann er sich befreien, um zu entkommen. Er macht einen Abstecher in das Jahr 1871, um einen Zeitsprung zu vermeiden und kommt mitten im kalifornischen Goldrausch an, wo er von Bergleuten beschossen und wegen Diebstahls einer Goldsendung verhaftet wird. Perrys Einfallsreichtum und ein Ablenkungsmanöver mittels eines Banküberfalls ermöglichen ihm die Flucht.
Als Perry in der Gegenwart in sein Labor zurückkehrt, erhält er einen erschreckenden Bericht über die Umweltauswirkungen der neuesten Waffen der Mega Corporation. Perry reist dann in die Zukunft, um Beweise für die Prognosen des Berichts zu liefern und Haverson davon zu überzeugen, dass die aktuelle Agenda von Mega Corporation zu einer globalen Verwüstung führen wird. Er ist Zeuge der feurigen Zerstörung der Zivilisation, aber auch des Wiederauftauchens der Natur aus dem Ödland. Während der Verwüstung zog sich die Menschheit in den Untergrund zurück. Schließlich beschlossen einige an die Oberfläche zurückzukehren. Diejenigen, die dies taten, wurden die Eloi. Diejenigen, die unter der Erde blieben, wurden die Morlocks. Die Morlocks haben gerade begonnen, die Eloi als Lebensmittel zu „ernten“, als Perry vor Ort eintrifft, wobei das Jahr nicht genau festgelegt ist. Dort freundet er sich mit dem Eloi-Mädchen Weena an, die ihm erklärt, wie die Eloi-Morlock-Welt entstanden ist. Ein spezielles Technologiemuseum, das Waffen aus Perrys Zeit zeigt, enthält auch eine von ihm entworfene Waffe und eine Informationstafel, auf der sein Name steht. Eine Video- und Audio-Präsentation im Museum zeigt, dass Perrys neuer Auftrag bei der Mega Corporation direkt für die Zerstörung der Welt verantwortlich sein wird. Bevor er zu seiner eigenen Zeit zurückkehrt, verwenden Perry und Ariel (der männliche Eloi), Plastiksprengstoff, der im Museum gefunden wurde, um die drei Eingänge der Morlocks zum Eloi-Lebensraum abzusperren.
Perry übergibt Haverson und Worthington seinen Bericht und findet heraus, dass sie nicht daran interessiert sind, die Welt vor der Zerstörung zu retten. Stattdessen sind sie daran interessiert, mit der Zeitmaschine einen militärischen Vorteil gegenüber anderen Weltmächten zu erlangen. Perry verlässt sie und kehrt zu Weena und den Eloi zurück, die jetzt frei von den Morlocks sind.

## Besetzung
| Schauspieler     | Rolle                                  |
| ---------------- | -------------------------------------- |
| John Beck        | Dr. Neil Perry                         |
| Priscilla Barnes | Weena                                  |
| Andrew Duggan    | J. R. Washington Vorstandsvorsitzender |
| Rosemary DeCamp  | Neil Perry’s Sekretärin Agnes          |
| Jack Kruschen    | John Bedford                           |
| Whit Bissell     | Ralph Branly                           |
| John Hansen      | Eloi Ariel                             |
| R. G. Armstrong  | General Harris                         |
| John Doucette    | Sheriff Finley                         |
| Parley Baer      | Henry Haverson                         |
| John Zaremba     | Verteidigungsminister                  |
| Peggy Stewart    | Peg Stewart                            |
| Bill Zuckert     | Charlie                                |
| Nick Steury      | Dark Morlock                           |

## Kritik
Der Filmkritiker David Sindelar verteidigte den Film gegen den Vorwurf, er weiche völlig vom Roman ab. Er stellte fest, dass die Antikriegsbotschaft des Films durch den George-Pal-Film besser und subtiler umgesetzt wurde. Sindelar macht sich über Perrys Abenteuer im kolonialen Amerika und den kalifornischen Goldrausch lustig und fand, dass die Eloi zu sehr wie zeitgenössische amerikanische Jugendliche erscheinen und sich allzu sehr wie diese verhielten.

## Drehorte
Der Gebäudekomplex von Collier & Heins Financial Consultants in Salt Lake City im US-Bundesstaat Utah wurde für einige Szenen der modernen Ära genutzt. James Collier war in den späten 1970er Jahren Präsident des Unternehmens und sein Büro wurde als Haverson’s Büro genutzt. Die Morlock-Szenen wurden in Park City (Utah) in und um eines der Bergwerke herum gedreht. Teile des Films wurden auch in Kamas, Utah, gedreht.